# Henri Arthus
Pour les articles homonymes, voir Arthus.
Alexandre Charles Georges Henri Arthus est un skipper français né le 10 mars 1872 au Mans et mort le 12 août 1962 à Houilles.

## Carrière
Henri Arthus participe à la course de classe 6 mètres des Jeux olympiques d'été de 1908 qui se déroulent à Londres.
À bord de Guyoni, il remporte avec Louis Potheau et Pierre Rabot la médaille de bronze.